# Garasa
Pour les articles homonymes, voir GRL.
Garasa est une ville de Papouasie-Nouvelle-Guinée.
Garasa possède un aéroport (code IATA : GRL) .